# Шкурін Ілля Сергійович
Ілля Сергійович Шкурін (біл. Ілья Сяргеевіч Шкурын, рос. Илья Сергеевич Шкурин; 17 серпня 1999, Вітебськ, Білорусь) — білоруський футболіст, нападник польського футбольного клубу «Легія», раніше виступав за молодіжну збірну Білорусі, футбольні клуби «ЦСКА» (Москва) та «Динамо» (Київ).

## Клубна кар'єра

### «Вітебськ»
Вихованець СДЮШОР ФК «Вітебськ». З 2016 року почав виступати за дубль «Вітебська». У 2017 році міцно закріпився в дублі, за першу половину сезону забив 11 голів. У липні 2016 року був запрошений на перегляд до київського «Динамо», але незабаром повернувся до Вітебська, де став залучатися до основного складу.
23 липня 2017 року дебютував в основній команді в матчі 1/8 фіналу Кубка Білорусі проти «Слуцька» (0:0, пен. 2:4), коли вийшов на заміну на 87-й хвилині, замінивши Антона Матвєєнка, і провів на полі 30 хвилин додаткового часу, створивши ряд небезпечних моментів. Через тиждень, 29 липня, дебютував у Вищій лізі, вийшовши на заміну у другому таймі домашнього матчу проти «Крумкачів» (2:2). У цьому матчі змусив воротаря гостей Євгена Костюкевича порушити правила та отримав червону картку. 5 серпня, у другому своєму матчі у Вищій лізі проти могильовського «Дніпра», вийшов на заміну на 70-й хвилині та забив переможний гол (підсумковий рахунок 2:1), який став для футболіста дебютним в елітному дивізіоні.
З вересня 2017 року і до кінця сезону не з'являвся на полі через травму. Повернувся на поле лише в червні 2018 року; спочатку грав за дубль (де в сезоні 2018 року зумів забити 18 голів), а незабаром знову почав виступати за основну команду, виходячи на заміну.

### «Енергетик-БДУ»
У січні 2019 року достроково розірвав контракт з «Вітебськом», а незабаром переїхав до столиці, ставши гравцем місцевого «Енергетика-БДУ». У першій половині сезону 2019 року зазвичай виходив на заміну, також виступав за дубль, але згодом утвердився у стартовому складі, ставши головним нападником команди. 27 вересня 2019 року в матчі з «Мінськом» (6:1) Ілля зробив покер, а 26 жовтня того ж року забив хет-трик у матчі з мінським «Динамо» (3:3). В підсумку у сезоні 2019 року Шкурін став найкращим бомбардиром чемпіонату Білорусі з 19 голами, при тому що клуб зайняв лише 12-те місце з 16-ти в турнірній таблиці. Також Ілля був визнаний найкращим нападником чемпіонату.

### ЦСКА
У грудні 2019 року «Енергетик-БДУ» і «Динамо-Берестя» досягли угоди про перехід Шкуріна. Угода була оформлена 8 січня 2020 року і сума трансферу склала $95 тис. Проте вже 9 січня 2020 року відбувся трансфер Шкуріна з брестської команди у московський ЦСКА, сума склала 500 тис. доларів. Білорус підписав контракт з московським «армійцями» на 4,5 роки.
29 лютого 2020 року Шкурін дебютував за ЦСКА, вийшовши на заміну в матчі з «Уралом» (1:1), змінивши Алана Дзагоєва. До кінця сезону Ілля зіграв лише в чотирьох матчах чемпіонату. 15 серпня 2020 року він забив перший гол за ЦСКА, вразивши ворота «Тамбова», в результаті матч закінчився перемогою ЦСКА з рахунком 2:1. Загалом до кінця сезону 2020/21 білорус зіграв 13 матчів у РПЛ та забив 3 голи.

#### Оренда в «Динамо» (Київ)
У липні 2021 року поїхав на літній тренувальний збір з київським «Динамо» і вже 9 липня з клубом уклав річну орендну угоду з правом першочергового викупу. Дебютував за нову команду 22 серпня у матчі чемпіонату проти «Десни» (4:0), вийшовши на поле в перерві замість Дениса Гармаша. 14 вересня Ілля вийшов у стартовому складі на матч 1-го туру групового етапу Ліги чемпіонів проти лісабонської «Бенфіки». Гольовими діями не відзначився, був замінений на 59-й хвилині.

#### Оренда «Ракув»
26 лютого 2022 року вирушив в оренду до польського клуба «Ракув».

#### Оренда в «Маккабі» Петах-Тіква
У вересні 2022 року вирушив в оренду до футбольного клубу «Маккабі» Петах-Тіква з другого дивізіону ізраїльського футбольного чемпіонату.

### ФК «Сталь Мелець»
5 липня 2023 року приєднався до польського клубу ФК «Сталь» (Мелець) з яким уклав однорічний контракт.

### «Легія» (Варшава)
20 лютого 2025 року офіційний сайт польського клубу «Легія» оголосив про підписання 25-річного форварда. Сторони домовились про співпрацю до 31 грудня 2027 року, сума трансферу не розголошується.

## У збірній
1 вересня 2017 дебютував у молодіжній збірній Білорусі в матчі відбіркового турніру до чемпіонату Європи 2019 року проти Греції (0:2), вийшовши на заміну у другому таймі. Восени 2019 року провів ще 5 матчів за молодіжну збірну і забив 1 гол.
У 2019 році білоруські уболівальники стали вимагати від Михайла Мархеля викликати Шкуріна в національну збірну Білорусі на матчі плей-оф Ліги націй, але тренер його ігнорував через конфлікт.
У березні 2020 був викликаний в національну збірну Білорусі. У серпні того ж року відмовився виступати за збірну до тих пір, поки Олександр Лукашенко керує країною. У грудні 2020 року Шкуріна було виключено зі списку кандидатів у молодіжну і національну збірні Білорусі з футболу, а також позбавлено пільги, яка давала право на відстрочку від військової служби.

## Досягнення
- Володар Кубка Польщі (2):

«Ракув»: 2021-22
«Легія»: 2024-25
- Володар Суперкубка Польщі (2):

«Ракув»: 2022
«Легія»: 2025

### Індивідуальні
- Найкращий бомбардир чемпіонату Білорусі: 2019 (19 голів)
- Найкращий нападник чемпіонату Білорусі: 2019
- У списку 22 найкращих футболістів чемпіонату Білорусі: 2019